# Clelles

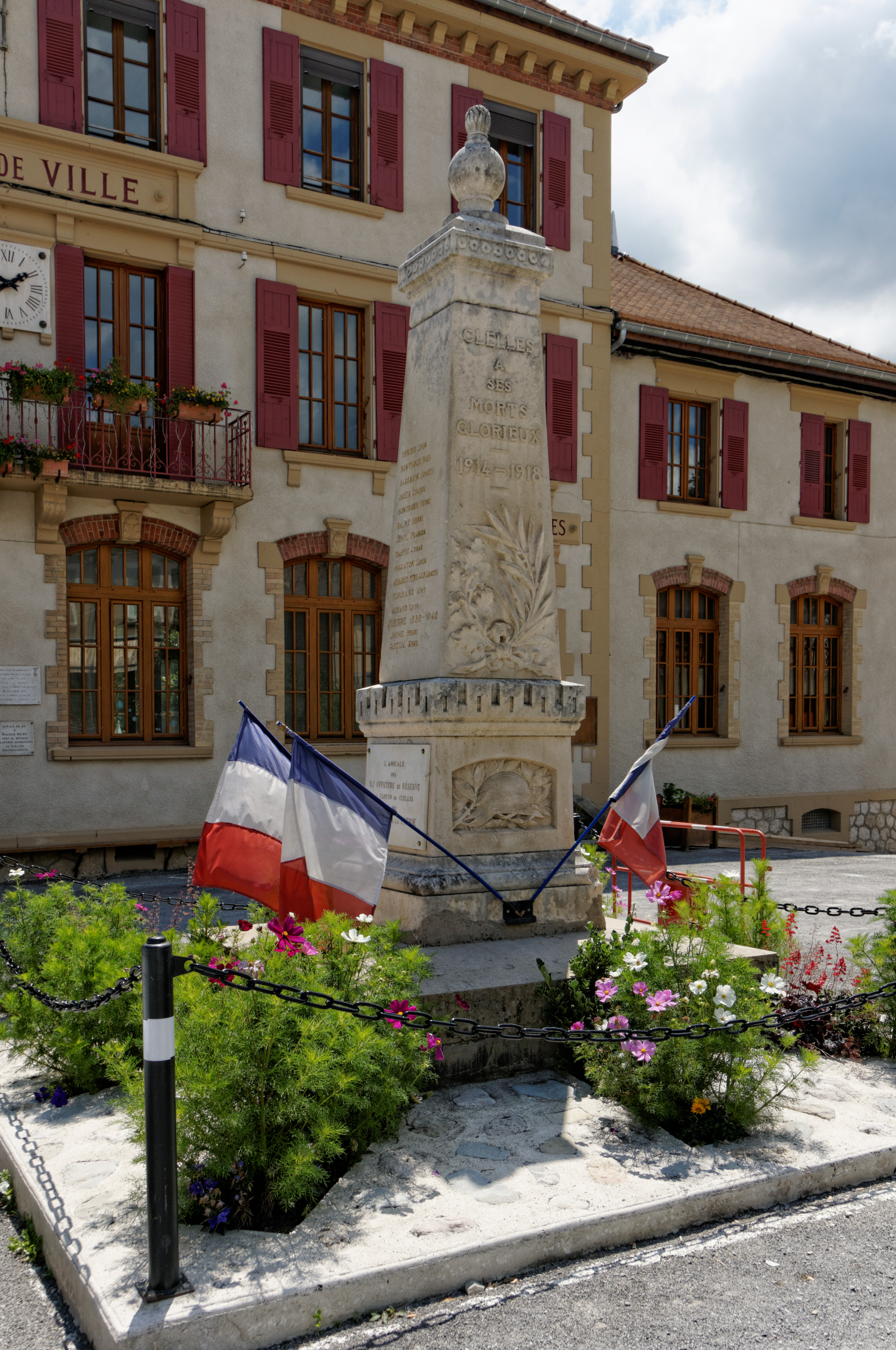
Gefallenendenkmal vor dem Rathaus (Hôtel de ville)

Clelles [klɛl] ist eine französische Kleinstadt mit 576 Einwohnern (Stand: 1. Januar 2022) im Département Isère in der Region Auvergne-Rhône-Alpes (vor 2016: Rhône-Alpes). Sie gehört zum Arrondissement Grenoble und zum Kanton Matheysine-Trièves. Die Einwohner werden Clellois genannt.

## Geographie
Die Gemeinde Clelles liegt in der Landschaft Trièves zwischen den Gebirgsstöcken Vercors und Dévoluy, etwa 41 Kilometer südsüdwestlich von Grenoble. Umgeben wird Clelles von den Nachbargemeinden Saint-Martin-de-Clelles im Norden, Lavars im Nordosten und Osten, Percy im Südosten und Süden sowie Chichilianne im Südwesten und Westen.

## Bevölkerungsentwicklung
| Jahr                       | 1962 | 1968 | 1975 | 1982 | 1990 | 1999 | 2006 | 2021 | 2021 |
| Einwohner                  | 361  | 328  | 285  | 319  | 345  | 378  | 475  | 548  | 555  |
| Quellen: Cassini und INSEE |      |      |      |      |      |      |      |      |      |

## Sehenswürdigkeiten
- Himmelfahrtskirche (Église de l’Assomption) aus dem 17. Jahrhundert mit Carillon
- Kapelle Saint-Antoine im Ortsteil Longefonds
- Schloss Monval aus dem 16. Jahrhundert, Umbauten aus dem 19. Jahrhundert
- Wehrhäuser aus dem 14. und 16. Jahrhundert

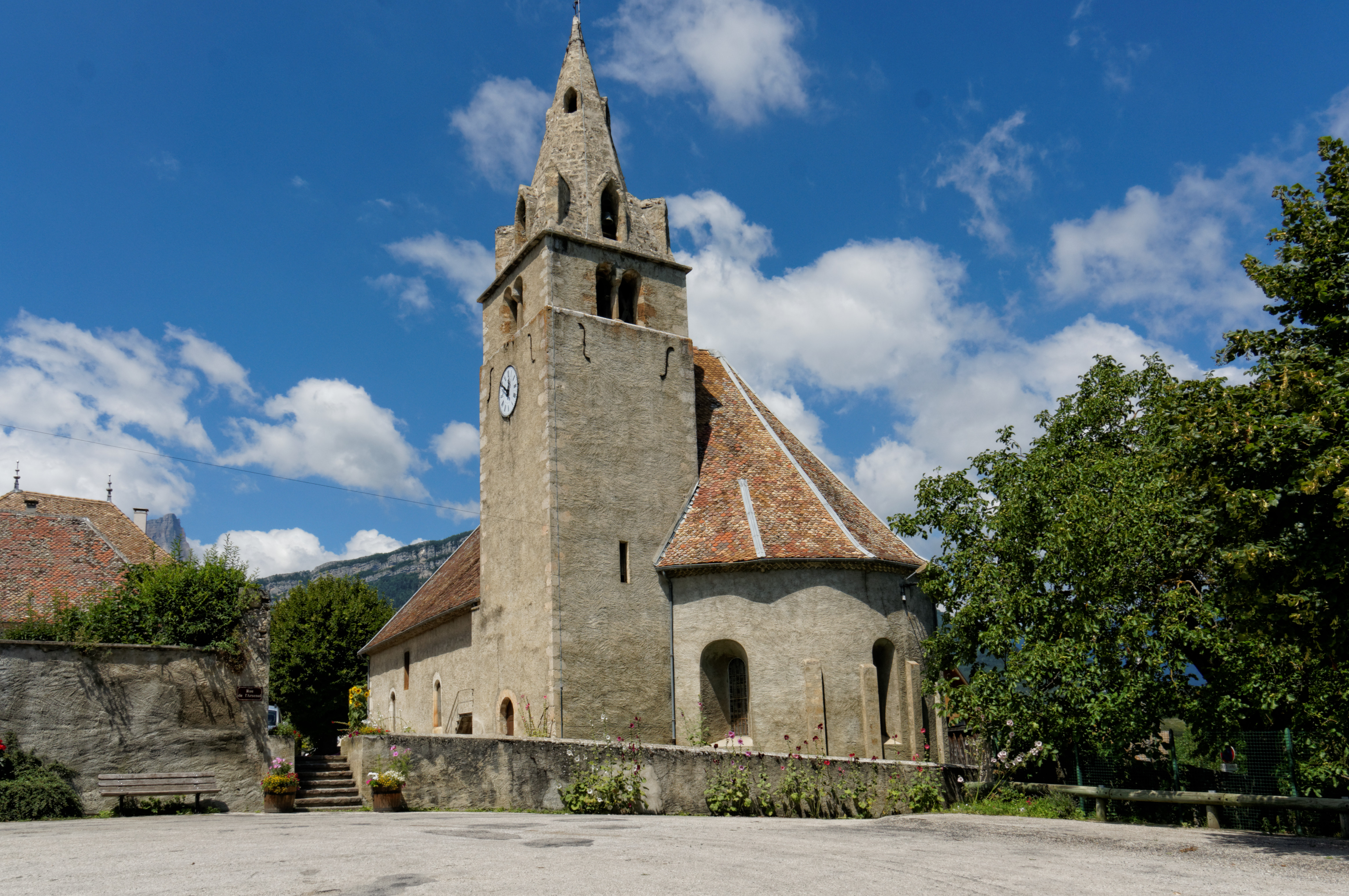
Église de l’Assomption
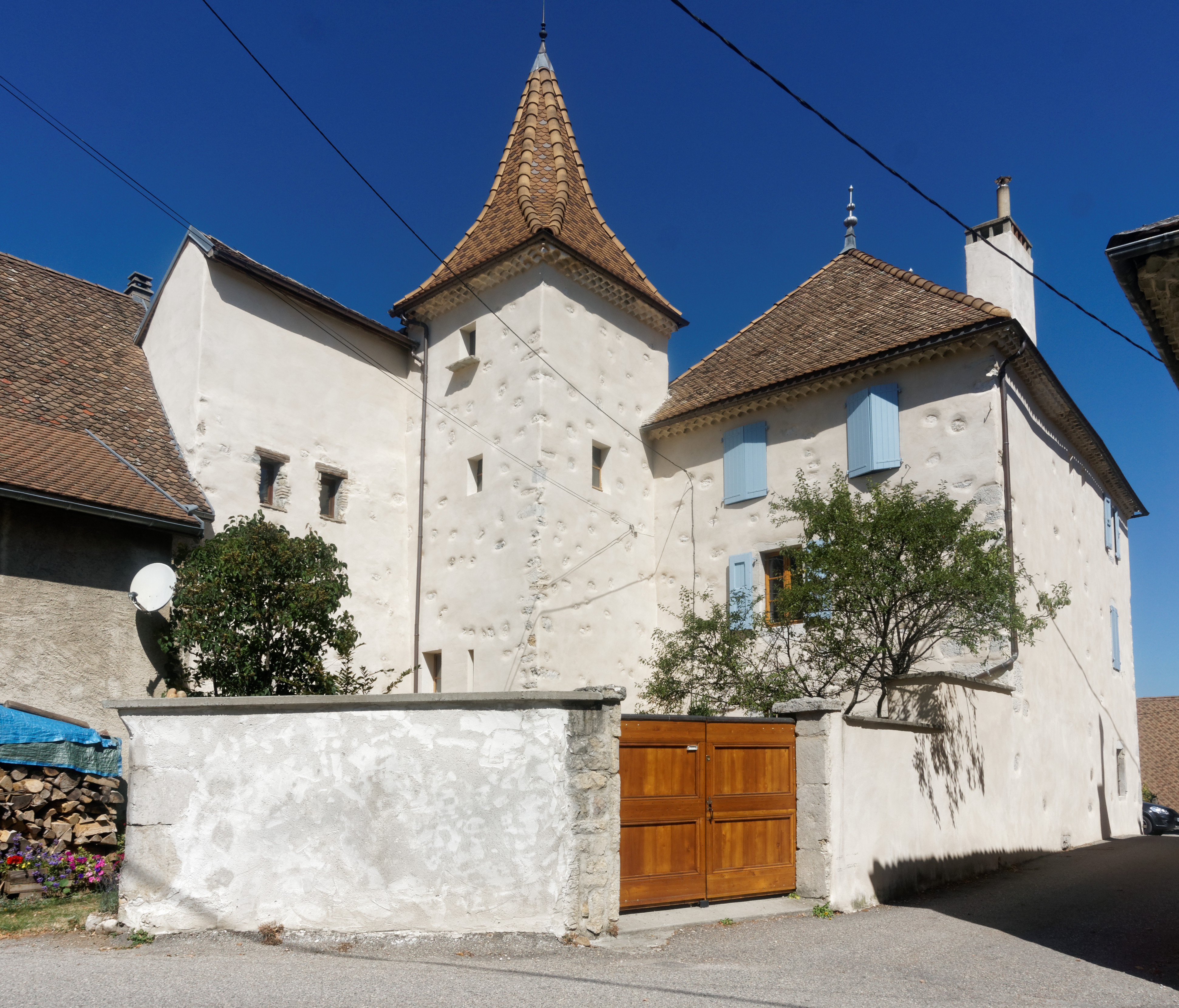
Altes Wehrhaus
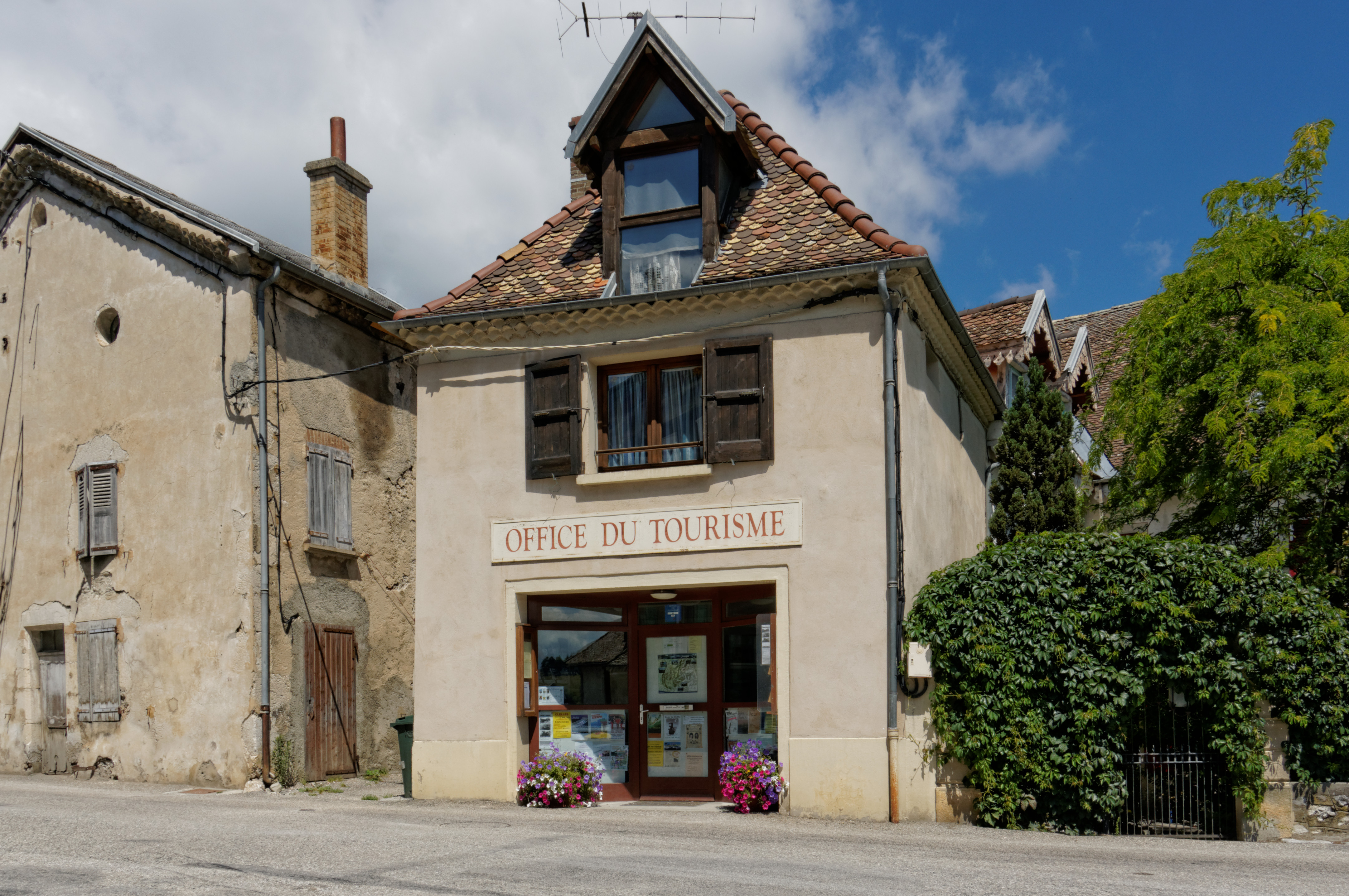
Tourismusbüro
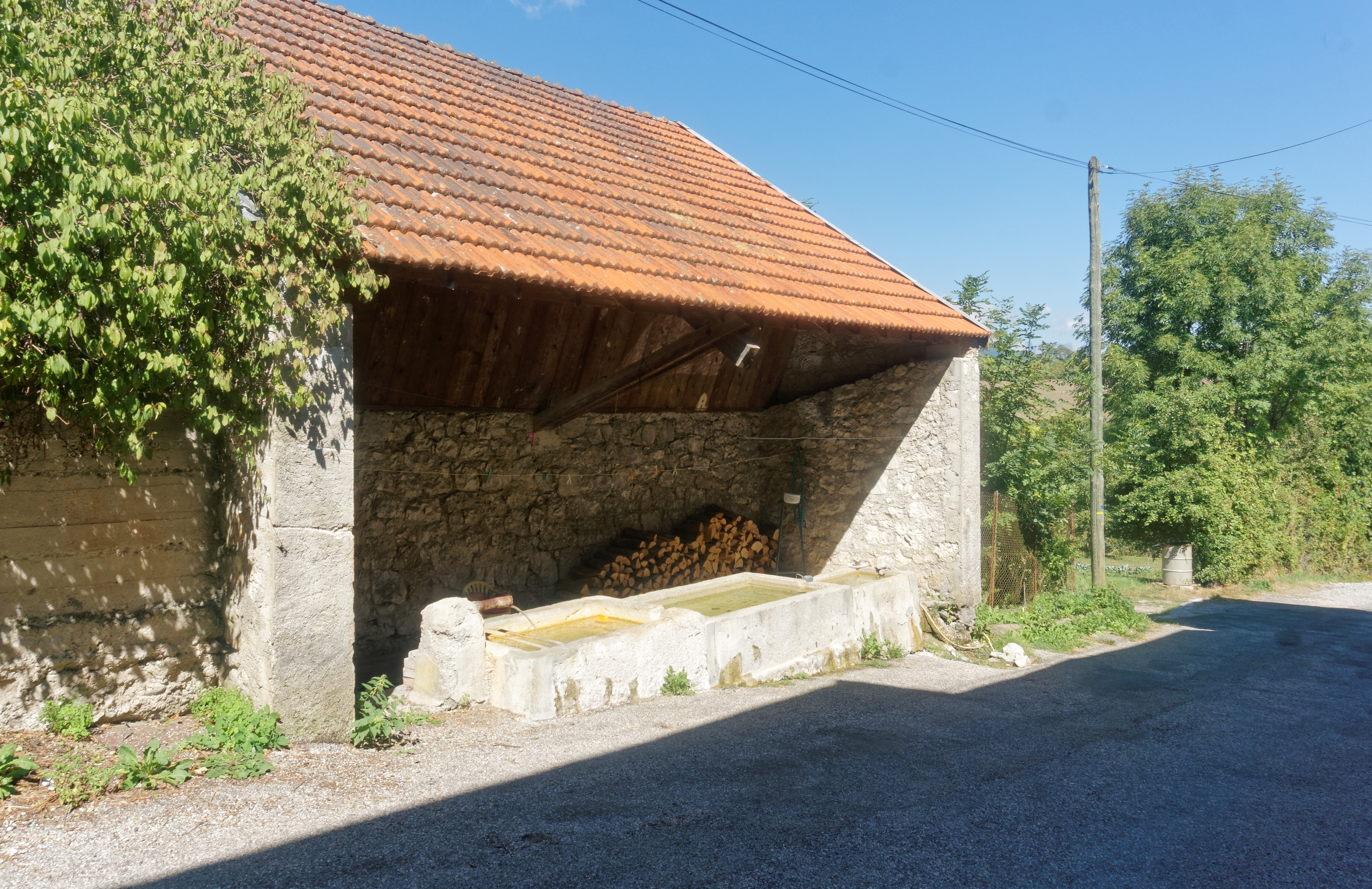
Ehemaliges öffentliches Waschhaus

## Infrastruktur
Durch die Gemeinde führt die frühere Nationalstraße N 75 (heutige Departementsstraße D 1075). Der Ort hat einen Bahnhof (Clelles-Mens) an der Bahnstrecke Lyon–Marseille.

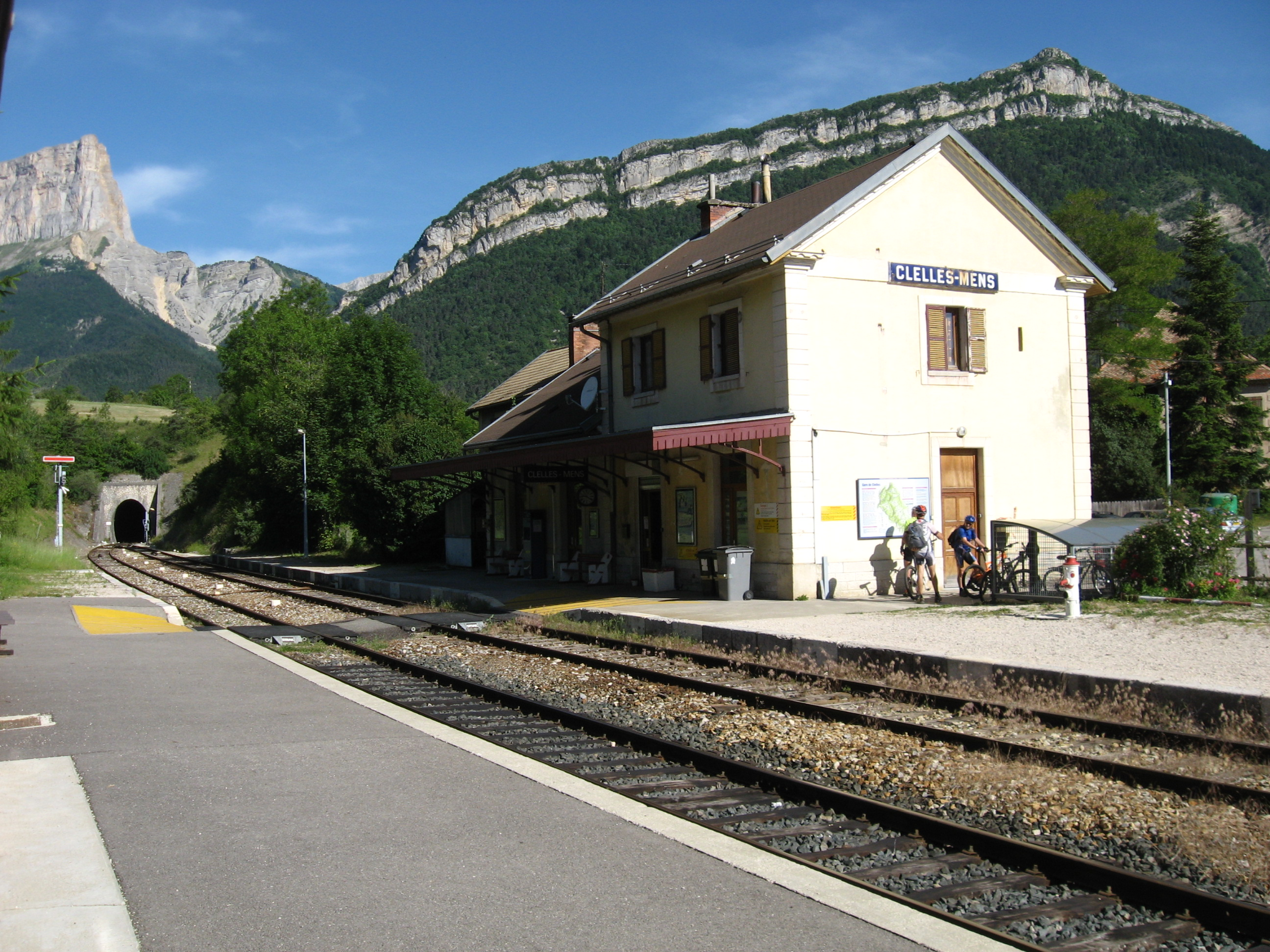
Bahnhof Clelles-Mens
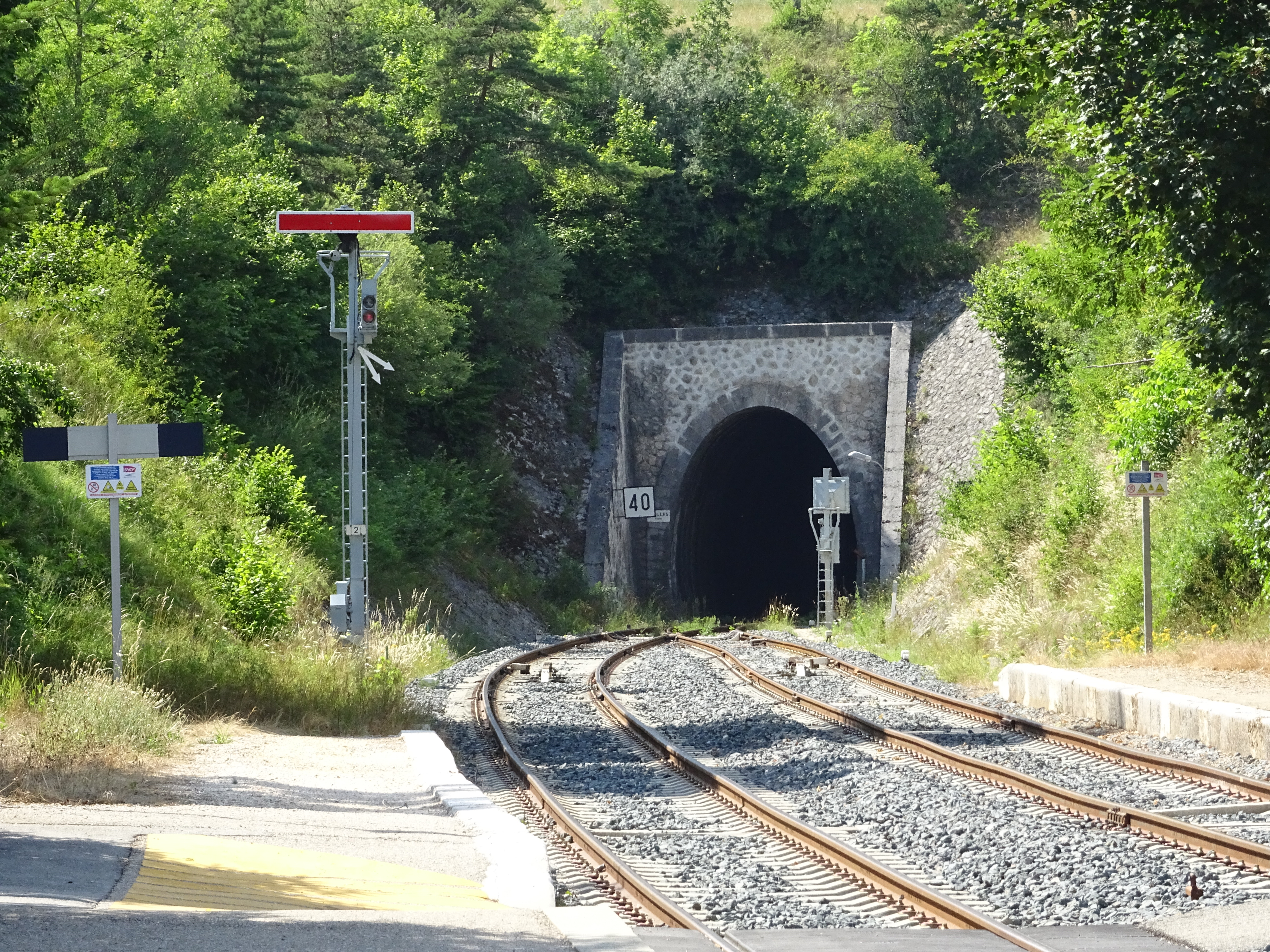
Tunnel Clelles
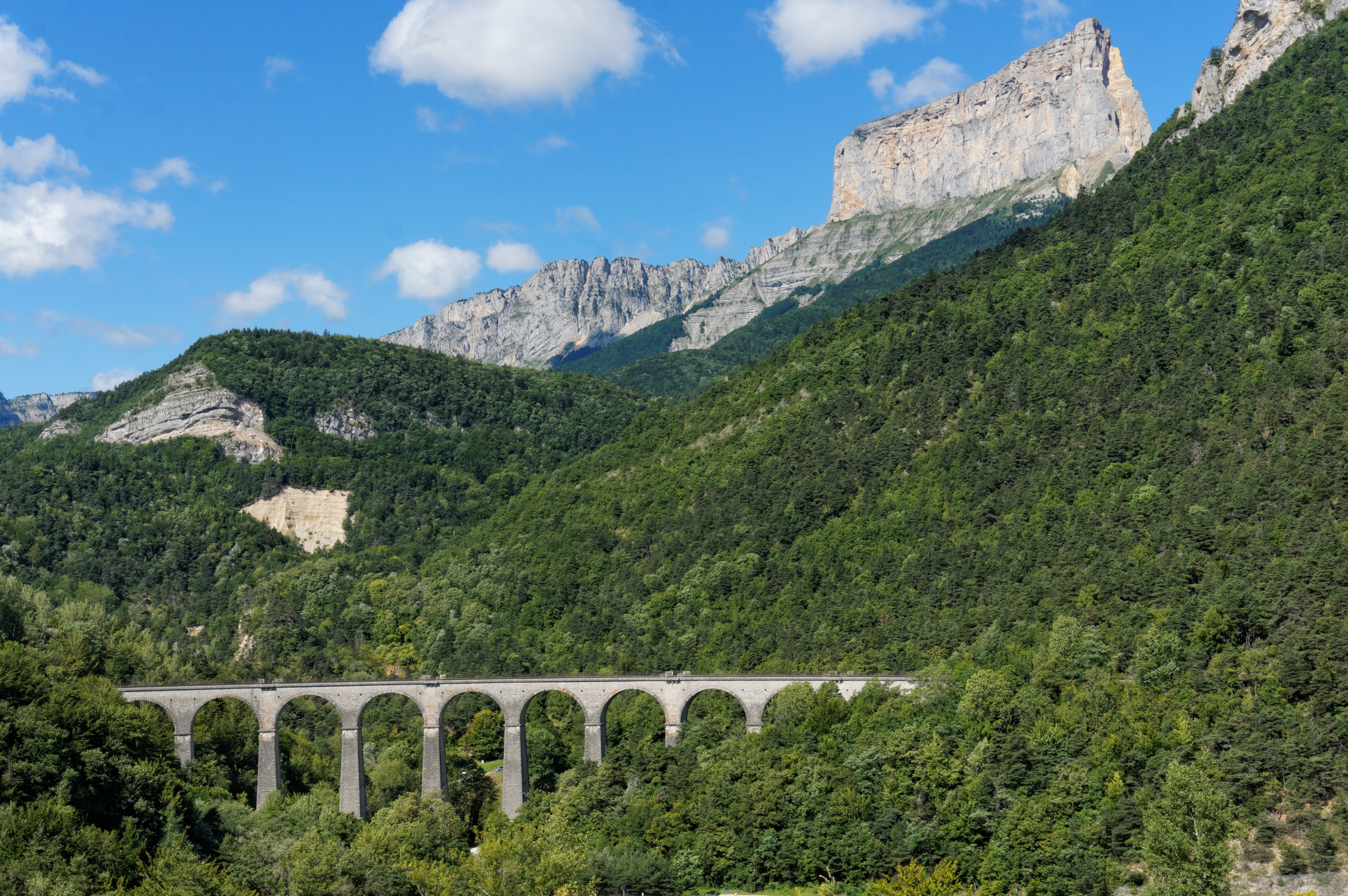
Bahnbrücke Viaduc de l′Orbanne
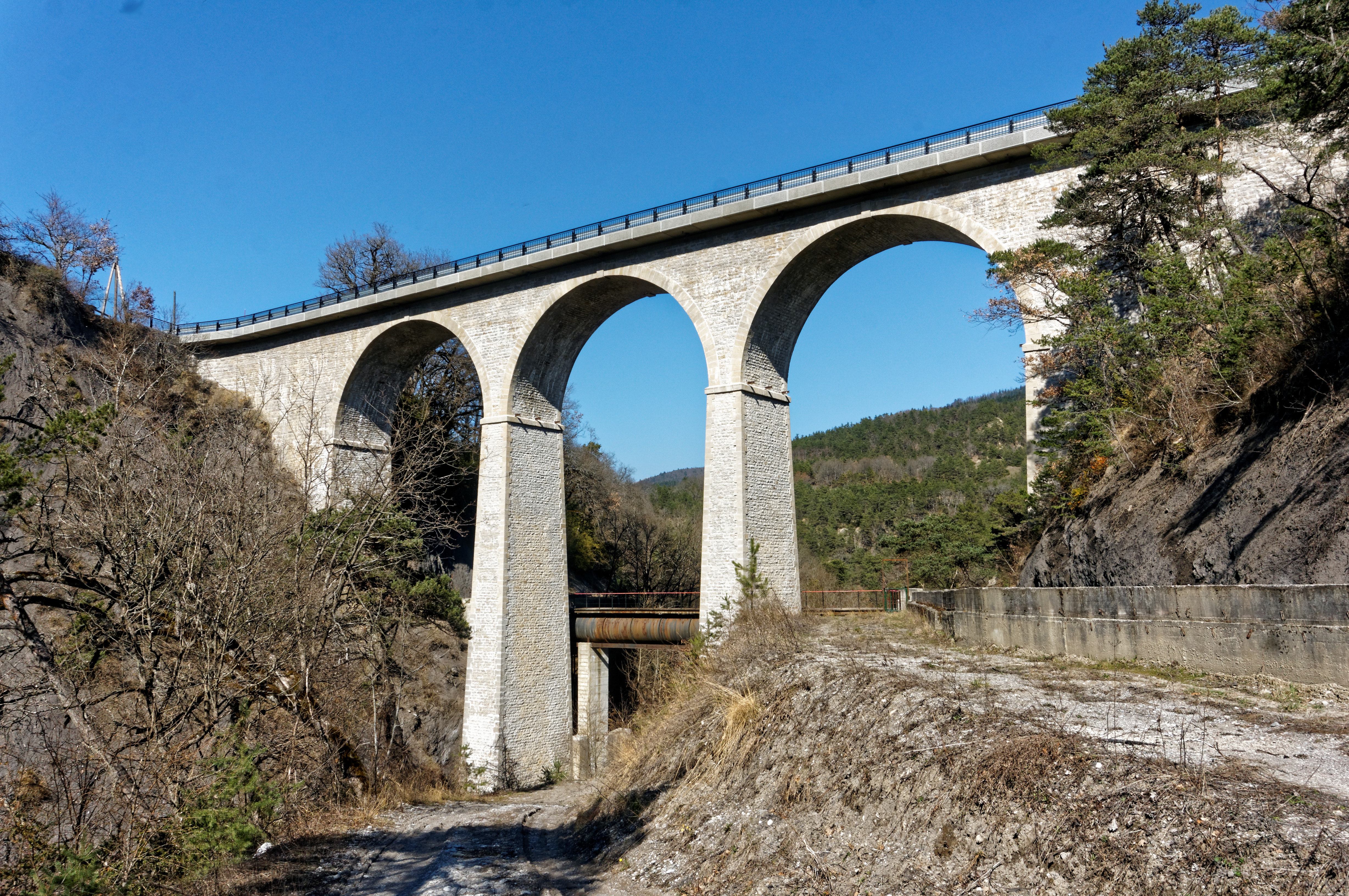
Straßenbrücke Pont de Parassat über den Ébron
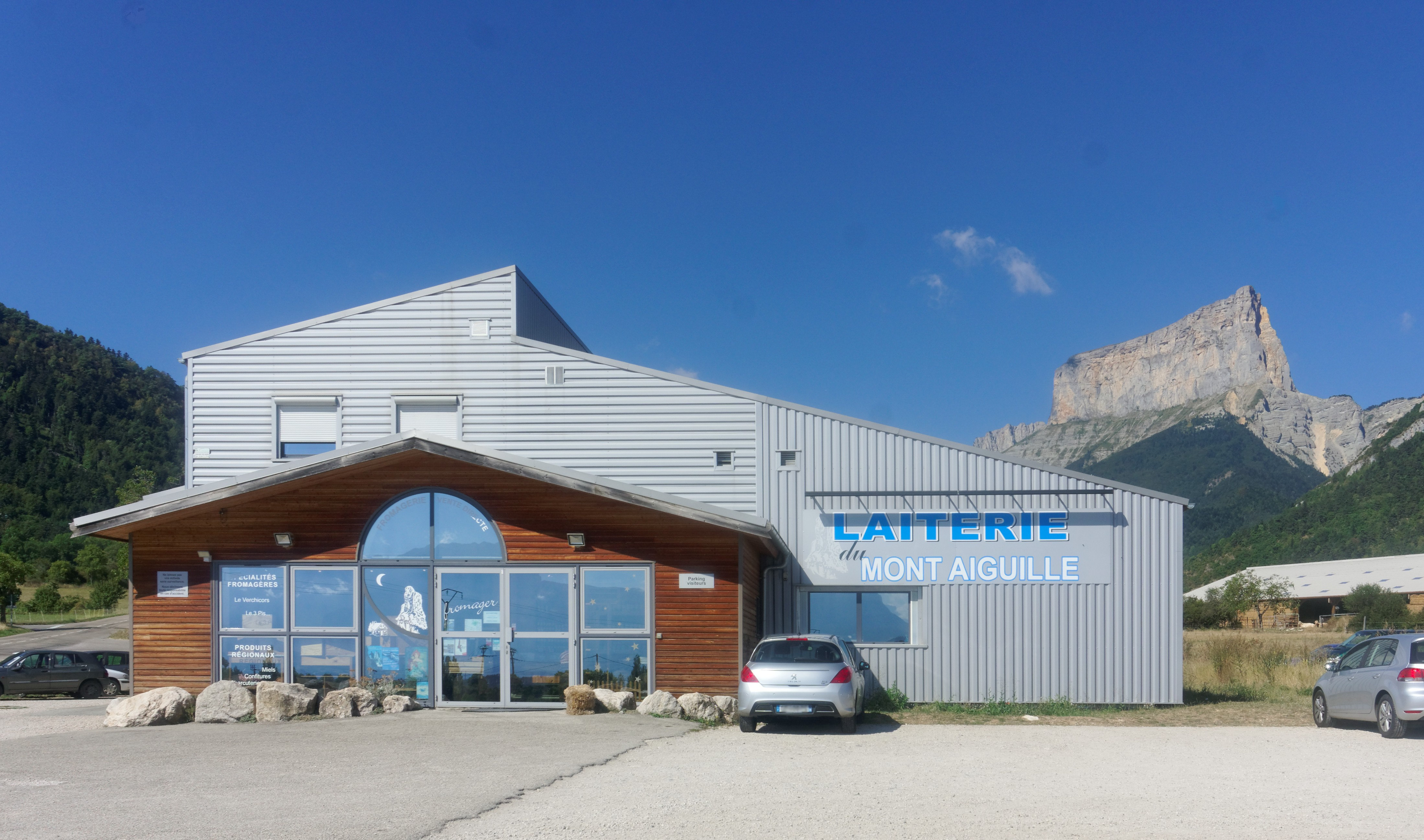
Milchverarbeitungsbetrieb, im Hintergrund der Mont Aiguille